# Эгигурен, Хесус
Хесус Мария Эгигурен Иматц (баск. 2 июня 1954 Гипускоа Франкистская Испания) — баскский политик, глава парламента Страны Баксков в 1986—1990 годах.

## Биография
Родился 2 июня 1954 года в провинции Гипускоа в Испании.
С 23 января 1983 года по 2012 год депутат Баскского Парламента.
В 1986 году избран Главой парламента от Социалистической партии Страны Басков.
В 2002 году был одним с идеологов «мирного процесса» по отношению к ЭТА.